# Kanton Mont-Saint-Vincent
Der Kanton Mont-Saint-Vincent war bis 2015 ein französischer Wahlkreis im Arrondissement Chalon-sur-Saône, im Département Saône-et-Loire und in der Region Burgund; sein Hauptort war Mont-Saint-Vincent. Vertreter im Generalrat des Départements war zuletzt von 1979 bis 2015, zuletzt wiedergewählt 2011, Jean Girardon (UDI).
Der Kanton Mont-Saint-Vincent war 143,52 km² groß und hatte (2006) 3008 Einwohner, was einer Bevölkerungsdichte von 21 Einwohnern pro km² entsprach. Er lag im Mittel 389 Meter über dem Meeresspiegel, zwischen 230 Meter in Saint-Clément-sur-Guye und 601 Meter in Mont-Saint-Vincent.

## Gemeinden
Der Kanton bestand aus zehn Gemeinden:
| Gemeinde                  | Einwohner Jahr | Fläche km² | Bevölkerungsdichte | Code INSEE | Postleitzahl |
| ------------------------- | -------------- | ---------- | ------------------ | ---------- | ------------ |
| Genouilly                 | 422 (2013)     | –          | – Einw./km²        | 71214      | 71460        |
| Gourdon                   | 899 (2013)     | –          | – Einw./km²        | 71222      | 71300        |
| Marigny                   | 149 (2013)     | –          | – Einw./km²        | 71278      | 71690        |
| Mary                      | 233 (2013)     | –          | – Einw./km²        | 71286      | 71690        |
| Mont-Saint-Vincent        | 336 (2013)     | –          | – Einw./km²        | 71320      | 71690        |
| Le Puley                  | 86 (2013)      | –          | – Einw./km²        | 71363      | 71460        |
| Saint-Clément-sur-Guye    | 135 (2013)     | –          | – Einw./km²        | 71400      | 71460        |
| Saint-Micaud              | 270 (2013)     | –          | – Einw./km²        | 71465      | 71460        |
| Saint-Romain-sous-Gourdon | 473 (2013)     | –          | – Einw./km²        | 71477      | 71230        |
| Vaux-en-Pré               | 93 (2013)      | –          | – Einw./km²        | 71563      | 71460        |